# Flatlandsmossen
Flatlandsmossen är ett naturreservat i Karlskoga kommun i Örebro län.
Området är naturskyddat sedan 2009 och är 115 hektar stort. Reservatet består av hällmarkstallskog, granskog och i södra delen återfinns Flatlandsmossen.